# 수인 (문화)
수인(獸人)은 전승이나 픽션에 등장하는 인간형과 다른 동물의 외관을 겸비한 인물을 가리킨다. 옛날에는 민간 전승에 나타나 신화학이나 인류학에서 논해졌다. 또한 현재는 이에 가세해 소설·게임·만화·애니메이션 작품에 등장해 서브컬처에서 특수한 지위를 얻고 있다. 많은 작품이 남성 수인은 늑대, 사자 등으로 표현하고, 여성 수인은 토끼, 고양이, 사슴과 같은 동물로 표현하고는 한다.
영어로는 therianthrope(세리안스로프) 혹은 therianthropy(세리안스로피)라고 부르는데 이것은 희랍어의 therion (야생동물)와 anthropos (인간)로부터 왔다.

## 용어의 학문적 사용
민간 전승, 신화학, 인류학에서 수인은 사람과 다른 동물의 특징을 겸비한 인물을 가리킨다. 그 가장 잘 알려져 있는 것이 늑대인간 (lycanthropy; 희랍어:lycos 늑대, 인·늑대변신의 전문 용어)이다. 정확한 의미로의 lycanthropy는 늑대인간만을 가리키는 것에도 불구하고, 다른 동물로 모습이 바뀌는 사례에도 자주 사용된다. 또, 이 개념으로의 새로운 정보는 인랑증을 참조.
사람들이 동물의 모습으로 바뀌거나(수화 (theriomorphosis)), 초자연적으로 다른 동물의 특징을 소유하는 것을 믿는 사람들은 자주 인랑증(라이칸스로우피)으로 불린다. 이 분류는 정신병의 하나의 형태이지만, 많은 문화인류학자가 이것은 샤먼 문화의 강한 신앙의 예라고 지적하고 있다. 신앙이 통상의 생활에 지장이 나오지 않는 한, 사회적인 특색으로부터 모습을 바꿀 수 있다는 사람들은 병은 아니라고 정신의학의 전문가는 생각하고 있다. 이것은 낯선 다른 문화와 정신병의 경계선은 불명료하고 논의의 목표가 되고 있다. 단지 신탁을 고할 때에 일시적으로 인격이 바뀐 것처럼 보이는 샤먼은 외경시되기도 했지만 신성시되기도 해, 원시 사회에서 중요한 역할을 이룬 것도 적지 않았다. 이 경향은 시대와 함께 소용없게 되어 적응시 일탈이라고 보여지듯이 되어 간다. 「양원제 (심리학)」 등도 참조.
선사시대, 동물과 인간이 섞인 이미지는 세계 각지에서 볼 수 있어 애니미즘의 연장 등에서 신앙의 대상이 되고 있었다고 생각되고 있다. 체탈 휴유크 유적 등의 벽화에는 짐승의 특징을 가진 인간이 그려지는 일이 있어, 자연의 힘을 빌리려고 한 어떠한 의식에 근거하는 것이라고 추측되고 있다. 고사기에는, 빛나는 우물로부터 나타난 생미인(生尾人)의 기술이 있다. 크리스트교권에서도, 초기에는 토속 신앙과 크리스트교가 공존해 그 같은 우상이 숭배되고 있던 지역이 있었지만, 중세 이후 마녀재판과 같이 수인은 반그리스도 악마가 취한 모습으로 자리 매김 되어, 늑대인간 사냥이나 늑대인간재판이 종종 행해졌다. 실제로는 늑대인간이라 불린 사람들은 맥각균에 감염한 호밀을 먹어 환각이나 정신착란을 일으킨 것이라고 생각되고 있다. 또, 크리스트교권 이외의 지역에서도 동물 등의 정령이 빙의해 짐승화하는 수빙의 전승이 세계 각지에 존재하고 있어, 인도나 중국에서는 호빙, 중남미에서는 재규어 인간, 또, 일본에서의 호빙 등 그 바리에이션은 온 세상에 분포한다.

## 주된 수인 일람

### 수두인신
- 이집트의 신들이 많다(아누비스, 호루스, 세트, 바스테트,  등)
- 고양이: 바스테트, 고양이 장군
- 코끼리: 환희천, 가네샤, 베히모스
- 소나 말: 신농, 시유, 우두마두, 미노타우로스
- 원숭이: 비비, 오랑우탄
- 새: 가루다, 호루스, 텐구 (가라스텐구, 코노하텐구 등)
- 물고기: 어인
- 도마뱀: 리자드맨 (석척인)
- 용: 용인 (드라고뉴트)
- 코볼트 (코볼트는 원래 유럽의 전승에 있는 요정이지만, 영어권에서 발달한 좌담 RPG에서 견안의 이미지가 정착했다)
- 중세에 상상된 악마가 많다(바포멧, 오세, 안드라스 등)

### 인간의 상반신과 동물의 하반신
- 파빌사그
- 켄타우로스
- 사티로스
- 간다르바
- 가릉빈가

### 동물의 모습으로 변신하는 인간
- 늑대인간
- 인호
- 캣 피플

## UMA로서의 수인
텁수룩하고 직립 이족보행을 하는 UMA를 총칭해 수인이라고 하는 일이 있다. 설인, 야인, 히바곤 등.
이 의미로 수인의 말을 이용하는 것은, 1955년의 영화 「수인설인」 등에서 볼 수 있지만, 1970년대 이후, 수요일 스페셜의 「카와구치 히로시 탐험대」시리즈에 의해서 대중에 회자되게 되었다.

## 같이 보기
- 아인
- 수인러 (수인 팬덤)
- 케모로리
- 모에화
- 너는 늑대인간?
- TF (변신)
- 케모노 프렌즈